# Distretto di Malatya
Il distretto di Malatya (in turco Malatya ilçesi) è stato il distretto centrale della provincia di Malatya, in Turchia. Nel 2012, con l'istituzione del comune metropolitano di Malatya, è stato soppresso e il suo territorio diviso tra i nuovi distretti di Battalgazi e Yeşilyurt.